# Fehér Juli
Fehér Juli (Gyula, 1964. június 22. –) magyar színésznő.

## Életpályája
A szentesi Horváth Mihály Gimnáziumban érettségizett, diplomáját a szegedi József Attila Tudományegyetem Bölcsészkarán szerezte 1989-ben. Színészi pályája a Szegedi Nemzeti Színházban indult 1982-ben. 1989-től a Ruszt József vezette Független Színpad tagja volt. 1994-től szabadfoglalkozású művésznő. Férje: Juhász Károly színművész. 

## Fontosabb színházi szerepei
- William Shakespeare: Rómeó és Júlia... Dajka
- William Shakespeare: IV. Henrik... Humphrey, Gloster hercege
- Molière: Tartuffe... Elmira; Dorine
- Friedrich Schiller: Don Carlos... Fuentes
- Szophoklész: Oidipusz király... Iokaszté
- Eugene O’Neill: Utazás az éjszakába... Cathleen
- Anatolij Ribakov: Az Arbat gyermekei... Kátya
- Ivo Brešan: Díszvacsora a temetkezési vállalatnál... Adminisztrátornő a temetkezési vállalatnál
- Csokonai Vitéz Mihály: Özvegy Karnyóné... Boris, Karnyóné szobalánya
- Vörösmarty Mihály: Csongor és Tünde... Ilma
- Karinthy Ferenc: Leánykereskedő... Rózsi
- Vámos Miklós: Világszezon... Krisz, 35 körül
- Galt MacDermot – Gerome Ragni – James Rado: Hair... Emeretta
- Joseph Stein – Jerry Bock – Sheldon Harnick: Hegedűs a háztetőn... Sprince
- Shalom Anski: Dybuck... Asszony

## Filmek, tv
- Shakespeare: Rómeó és Júlia (színházi előadás tv-felvétele)
- Területrendezés (1991)
- Három boltoskisasszony (1992)
- Szomszédok (sorozat) 193. rész (1994)
- A Hídember (2002)